# Bastian Günther
Bastian Günther est un cinéaste allemand formé à la DFFB. Né le 3 septembre 1974 à Hachenburg dans le Westerwald, il est membre depuis 1999 de la Maison du film de Cologne (de). Son deuxième long métrage, Houston, illustre l'appropriation qu'il a su mener à bien de la leçon de Wim Wenders, héritage du Nouveau cinéma allemand que confirme en 2014 California city.

## Formation
(novembre 2017).
- 1996-2000 : faculté de sociologie de l'Université de Cologne (anglais, sciences du sport...),

pigiste au service public audiovisuel WDR et à la chaine de télévision publique Phoenix.
- 2000-2005 : formation au métier de régisseur à l'Académie allemande du film et de la télévision de Berlin,

collaboration avec Marin Martschewski.
- 2005 : assistant régisseur de Christian Petzold sur le film Fantômes.

## Filmographie
Clips vidéo
- 1998 : Contract Killer.
- 2002 : Punkt Null.
- 2003 : McDonald's - Staying Alive (réclame, en collaboration avec David Sieveking (de)).

Documentaires
- 1998 : Wichtig ist auf'm Platz.
- 2000 : Kuscheln in Vingst.
- 2001 : Hallo Herr Kaiser.
- 2003 : Das Bahnhofshotel (étude pour la DFFB).
- 2004 : Bleib zuhause im Sommer.

Courts métrages
- 1999 : 24/7.
- 2001 : Corinna, Corinna.
- 2002 : Kontrollierte Offensive.
- 2003 : Acapulco.
- 2005 : Ende einer Strecke. (œuvre de fin d'études à la DFFB).

Longs métrages
- 2007 : Autopiloten ("Pilote automatique"), diffusé sous le titre Fin de parcours.
- 2011 : Welcome to Wasteland (cf. infra California city).
- 2013 : Houston.
- 2014 : California city - Das Leben nach der Neutronenbombe, reprise de Welcome to Wasteland.
- 2020 : One of These Days, (sous le titre Avalanche en France).

## Distinctions
- Prix First Steps (de) 2006 dans la catégorie films de moins de soixante minutes pour Ende einer Strecke.
- Prix MFG Star du festival télévisuel de Baden-Baden (de) 2007 pour Autopiloten.

## Sélections
- Autopiloten à la Berlinale 2007 dans la catégorie Perspectives allemandes[1].
- Première de Houston au Festival du film de Sundance 2013.
- California city au festival Visions du réel de Nyon 2014.